# Мандацьке сільське поселення
Манда́цьке сільське поселення (рос. Лэзымское сельское поселение) — муніципальне утворення у складі Сиктивдинського району Республіки Комі, Росія. Адміністративний центр — селище Мандач.

## Населення
Населення — 197 осіб (2017, 294 у 2010, 475 у 2002, 902 у 1989).

## Склад
До складу поселення входять такі населені пункти:
| Населений пункт     | Населення, осіб (1989) | Населення, осіб (2002) | Населення, осіб (2010) |
| ------------------- | ---------------------- | ---------------------- | ---------------------- |
| Мандач, селище      | 511                    | 332                    | 212                    |
| Новоіпатово, селище | 391                    | 143                    | 82                     |